# Tank 700
Tank 700 — гибридный полноразмерный внедорожник, представленный компанией Great Wall Motors под брендом Tank в 2023 году. Является флагманской и самой дорогой моделью бренда Tank.

## Описание
Tank 700 дебютировал в 2021 году. В январе 2023 года автомобиль демонстрировался на сертификационных фотоснимках.
Изначально планировалось, что Tank 700 станет третьей моделью бренда Tank (после Tank 300 и Tank 500), однако ранее был выпущен Tank 400, и Tank 700 стал уже четвёртой моделью бренда. Премьера Tank 700 состоялась в ноябре 2023 года на автосалоне в Гуанчжоу, а одновременно начался приём первых предзаказов. Изначально было выпущено 70 экземпляров.
Автомобиль имеет пневматическую подвеску и гибридную силовую установку Hi4-T. Поставки начались в феврале 2024 года. Конкурентом является Mercedes-Benz G-класс.

### На рынке России
Официальная презентация модели состоялась в Москве 1 октября 2024 года, были объявлены её три комплектации и цены: две комплектации (Premium от 8 899 000 рублей и Superior от 9 599 000 рублей) – с 3-литровым бензиновым двигателем, и одна (Edition One от 11 899 000 рублей) – с гибридной силовой установкой.

## Технические характеристики
Tank 700 оснащён бензиновым турбодвигателем V6 объёмом 3,0 литра, который сочетается в паре с двумя электродвигателями и девятиступенчатой автоматической трансмиссией. Суммарная мощность двигателя составляет 523 л. с., а крутящий момент 850 Н⋅м.